# Sandopaper e la Perla di Labuan
Sandopaper e la perla di Labuan è una storia a fumetti scritta da Michele Gazzarri e disegnata da Giovan Battista Carpi, parodia del romanzo Le tigri di Mompracem di Emilio Salgari con il personaggio di Sandokan. Nel 1988 ne venne realizzato un seguito, Le due tigri.

## Trama
La storia narra di Paperino, Zio Paperone e Qui, Quo, Qua che durante un loro viaggio su un transatlantico naufragano su un'isola del Borneo e incontrano Yanez, che per passare il tempo decide di raccontare le innumerevoli disavventure di Sandopaper e dei suoi tigrotti. Il racconto che Yanez descrive ripercorre in parte quella del romanzo: Sandopaper si innamora di Paperanna (chiamata la "Perla di Labuan"), nipote del ricco Lord Paperonk, ma non riesce nel tentativo di rapirla e anzi viene liberato da lei. Da qui si discosta in quanto Sandopaper al nuovo attacco sbaglia nave e recupera una vera “Perla di Labuan”, obiettivo dei Bassotthugs, come richiesto dalla loro dea Kalì. Nel tentativo rapiscono Paperanna chiedendo la perla come riscatto. Alla fine grazie all'intervento dei tigrotti la nipote del lord viene salvata, mentre la vera perla scompare nella foresta. Sandopaper e Paperanna salpano le vele verso l'isola di Mompracem. Sebbene la storia cominci con Zio Paperone, Paperino e Qui, Quo e Qua che incontrano Yanez, la storia termina con le vicende di Sandopaper e dei suoi compagni senza concludere il flashback.

## Storia editoriale
La storia, scritta da Michele Gazzarri e disegnata da Giovan Battista Carpi, venne pubblicata in due puntate su Topolino, numero 1096 e 1097 del 28 novembre e del 5 dicembre 1976. Nacque a seguito del successo dello sceneggiato televisivo Sandokan trasmesso in Italia dalla Rai nello stesso anno. Venne ristampata in Italia numerose volte; la prima nella serie I Grandi Classici Disney, n. 4, dell'aprile 1982 e poi sia in volume che in altri albi antologici.

## Sequel
Ne venne realizzato un sequel, Le due tigri, pubblicata per la prima volta su Topolino n. 1679 del 31 gennaio 1988, in 47 tavole. La storia narra di Sandopaper che aiuta l'amico Tremal-Naik nel salvataggio della sua fidanzata, Ada, rapita dai Thugsotti. Lo aiuteranno nell'impresa i tigrotti di Mompracem, Yanez e Kammamuri. Durante l'operazione comprende che dietro ai rapitori si nasconde Suyodhana, Sandopaper riesce a sconfiggerlo e a liberare Ada. Lord Paperonk lo ricompenserà con una licenza per l'apertura di una pizzeria a Calcutta, evento che segnerà la fine delle sue avventure da pirata.

## Elenco ristampe
- I Grandi Classici Disney, n. 4, Mondadori, 1982
- Le Grandi Parodie della Famiglia dei Paperi, Mondadori, 1988
- Le Grandi Parodie Disney, n. 40, The Walt Disney Company Italia, 1995
- Topolino & Paperino, collana I Miti Mondadori n. 61, Mondadori, 1997
- Sandopaper e i paperotti di Mompracem, collana Super Miti Mondadori n. 38, Mondadori, 2002
- Topolino Story 1976, collana Topolino Story n. 6, Corriere della Sera, 2005
- I classici della letteratura Disney, n. 22, Corriere della Sera, 2006
- Sandopaper e altre avventure, collana Più Disney n. 54, Disney Italia, 2012
- I classici della letteratura Disney, n. 6, Corriere della Sera, 2013
- Disney - Capolavori della Letteratura, n. 3, Giunti, 2016
- I Grandi Classici Disney (seconda serie) n. 8, Panini Comics, 2016
- Topolino Classic Edition, Panini Comics, 2017

## Curiosità
- Il corvo antropomorfo che interpreta Yanez sarà riutilizzato da Carpi in un'altra parodia, Il mistero dei candelabri, dove interpreta l'ispettore Javert.